# Општина Скантеја (Јаломица)
Скантеја (рум. Scânteia) општина је у Румунији у округу Јаломица.
Oпштина се налази на надморској висини од 27 m.